# 西 (知立市)
西（にし）は、愛知県知立市にある地名。現行行政地名は西1丁目及び西2丁目、西町。

## 地理
知立市の中央部に位置している。

## 歴史
- 2007年（平成19年）10月5日 - 知立第三土地区画整理事業に伴い、西1丁目及び西2丁目を設置[WEB 1]。

### 町名の変遷
| 実施後  | 実施年月日                | 実施前（各町名ともその一部）         |
| ------- | ------------------------- | ------------------------------------ |
| 西1丁目 | 2007年（平成19年）10月5日 | 宝町塩掻 宝町築地道 西町草刈の各一部 |
| 西2丁目 | 2007年（平成19年）10月5日 | 宝町築地道 西町逢生 西町草刈の各一部 |

## 世帯数と人口
2019年（令和元年）8月1日現在の世帯数と人口は以下の通りである。
| 町丁 | 世帯数  | 人口  |
| ---- | ------- | ----- |
| 西   | 280世帯 | 577人 |

### 人口の変遷
国勢調査による人口の推移

#### 西1丁目・西2丁目
| 2010年（平成22年） | 541人 | [ WEB 11 ] |  |
| 2015年（平成27年） | 558人 | [ WEB 12 ] |  |

#### 西町
| 1995年（平成7年）  | 1188世帯 3277人 |  |
| 2000年（平成12年） | 1318世帯 3412人 |  |
| 2005年（平成17年） | 1374世帯 3422人 |  |
| 2010年（平成22年） | 1296世帯 3039人 |  |
| 2015年（平成27年） | 1320世帯 3103人 |  |
| 2020年（令和2年）  | 1376世帯 3074人 |  |

## 学区
市立小・中学校に通う場合、学区は以下の通りとなる。
| 番・番地等 | 小学校               | 中学校             |
| ---------- | -------------------- | ------------------ |
| 全域       | 知立市立知立西小学校 | 知立市立知立中学校 |

## 交通
- 国道155号

## その他

### 日本郵便
- 郵便番号 : 472-0057[WEB 4]（集配局：知立郵便局[WEB 19]）。

### WEB
1. 1 2  “知立第三土地区画整理事業”.   知立市. 2019年8月13日閲覧。
2. ↑  “愛知県知立市の町丁・字一覧”.   人口統計ラボ. 2024年1月22日閲覧。
3. 1 2  “令和元年8月 知立市の人口と世帯数 - 町別人口世帯数統計表”.   知立市 (2019年8月1日). 2019年8月13日閲覧。
4. 1 2  “西の郵便番号”.  日本郵便. 2019年8月11日閲覧。
5. ↑  “市外局番の一覧”.   総務省. 2019年6月24日閲覧。
6. 1 2  総務省統計局 (2022年2月10日). “令和2年国勢調査の調査結果(e-Stat) - 男女別人口，外国人人口及び世帯数－町丁・字等” (CSV). 2023年8月2日閲覧。
7. ↑  “愛知県知立市の町丁・字一覧”.   人口統計ラボ. 2024年1月22日閲覧。
8. ↑  “読み仮名データの促音・拗音を小書きで表記するもの(zip形式) 愛知県” (zip).   日本郵便 (2024年2月29日). 2024年3月26日閲覧。
9. ↑  “市外局番の一覧” (PDF).   総務省 (2022年3月1日). 2022年3月22日閲覧。
10. ↑  “ナンバープレートについて”.   一般社団法人愛知県自動車会議所. 2024年1月21日閲覧。
11. ↑  “平成22年国勢調査の調査結果(e-Stat) - 男女別人口及び世帯数 －町丁・字等”.   総務省統計局 (2012年1月20日). 2019年3月23日閲覧。
12. ↑  “平成27年国勢調査の調査結果(e-Stat) - 男女別人口及び世帯数 －町丁・字等”.   総務省統計局 (2017年1月27日). 2019年3月23日閲覧。
13. ↑  総務省統計局 (2014年3月28日). “平成7年国勢調査の調査結果(e-Stat) - 男女別人口及び世帯数 －町丁・字等” (CSV). 2021年7月20日閲覧。
14. ↑  総務省統計局 (2014年5月30日). “平成12年国勢調査の調査結果(e-Stat) - 男女別人口及び世帯数 －町丁・字等” (CSV). 2021年7月20日閲覧。
15. ↑  総務省統計局 (2014年6月27日). “平成17年国勢調査の調査結果(e-Stat) - 男女別人口及び世帯数 －町丁・字等” (CSV). 2021年7月21日閲覧。
16. ↑  総務省統計局 (2012年1月20日). “平成22年国勢調査の調査結果(e-Stat) - 男女別人口及び世帯数 －町丁・字等” (CSV). 2021年7月21日閲覧。
17. ↑  総務省統計局 (2017年1月27日). “平成27年国勢調査の調査結果(e-Stat) - 男女別人口及び世帯数 －町丁・字等” (CSV). 2021年7月21日閲覧。
18. ↑  “小中学校の通学区域”.   知立市. 2019年8月13日閲覧。
19. ↑  “郵便番号簿 2018年度版” (PDF).   日本郵便. 2019年6月10日閲覧。